# Ключарёв, Василий Андреевич
Васи́лий Андре́евич Ключарёв (род. 28 апреля 1972, Ленинград) — российский нейробиолог и популяризатор науки, специалист по нейроэкономике. Кандидат биологических наук (2000), ординарный профессор (2016) факультета социальных наук НИУ ВШЭ, директор Института когнитивных нейронаук НИУ ВШЭ.

## Биография
Родился 28 апреля 1972 года в Ленинграде.
В 1994 году окончил Биолого-почвенный факультет Санкт-Петербургского университета по специальности «физиология».
В 2000 году под руководством академика РАН Н. П. Бехтеревой защитил диссертацию на соискание учёной степени кандидата биологических наук по теме «Нейрофизиологические корреляты процессов восприятия эмоциогенных характеристик зрительных стимулов у человека» (специальность 03.00.13 — физиология человека и животных); официальные оппоненты — доктор медицинских наук Ю. Е. Шелепин и кандидат биологических наук И. Е. Кануников; ведущая организация — Институт высшей нервной деятельности и нейрофизиологии РАН.
С 2000 до 2013 года жил в Европе, занимался научными исследованиями в Хельсинкском политехническом институте, Эразмском университете, Базельском университете. Затем вернулся в Россию по приглашению Высшей школы экономики.

### Научная деятельность
Основная сфера научных интересов — нейроэкономика (нейробиология принятия решений), в частности, нейробиологические исследования конформности. Ключарёв разработал экспериментальную парадигму для исследований конформизма, в рамках которой испытуемого просят оценить привлекательность человеческих лиц, а затем сообщают ему, как привлекательность этих лиц якобы оценили другие участники экспериментов. Ключарёв и его коллеги показали, что в случае рассогласования между выбором испытуемого и предложенной ему оценкой других участников у испытуемого снижается активность прилежащего ядра — зоны мозга, играющей ключевую роль в работе системы вознаграждения. В дальнейшем исследовательская группа, возглавляемая Ключарёвым, также продемонстрировала, что существует возможность снизить чувствительность человека к социальным влияниям посредством транскраниальной магнитной стимуляции задней медиальной фронтальной коры.
Исследования Василия Ключарёва часто становятся предметом интереса российских и зарубежных научных журналистов.

### Популяризация науки
Василий Ключарёв — автор курса лекций по нейроэкономике на платформе Coursera. Регулярно выступает с научно-популярными лекциями по нейроэкономике в Москве и других городах России, а также даёт интервью различным СМИ по вопросам, связанным с нейроэкономическими исследованиями. Постоянный автор проекта «Постнаука». Эксперт телевизионных шоу «Удивительные люди» и «Золото нации» на канале «Россия-1».
Василий Ключарёв также является автором художественной книги «Остров».

## Научные труды
- Zubarev I., Shestakova A., Klucharev V., Ossadtchi A., Moiseeva V. MEG Signatures of a Perceived Match or Mismatch between Individual and Group Opinions. // Frontiers in Neuroscience. 2017. No. 11. P. 1-9.
- Huber R., Klucharev V., Joerg R. Neural correlates of informational cascades: brain mechanisms of social influence on belief updating // Social Cognitive and Affective Neuroscience. 2015. Vol. 10. No. 4. P. 589—597.
- Hytönen K., Baltussen G., van den Assem M. J., Klucharev V., Sanfey A. G., Smidts A. Path Dependence in Risky Choice: Affective and Deliberative Processes in Brain and Behavior // Journal of Economic Behavior and Organization. 2014. Vol. 107. P. 566—581.
- Ключарёв В. А., Зубарев И. П., Шестакова А. Н. Нейробиологические механизмы социального влияния // Экспериментальная психология. 2014. Т. 7. № 4. С. 20-36.
- Shestakova A., Rieskamp J., Tugin S., Krutitskaya J., Klucharev V., Ossadtchi A. Electrophysiological precursors of social conformity // Social Cognitive and Affective Neuroscience. 2013. Vol. 8. No. 7. P. 756—763.
- Klucharev V, Munneke MA, Smidts A, Fernandez G (2011) Downregulation of the posterior medial frontal cortex prevents social conformity. J Neurosci 31:11934-11940
- Klucharev V, Hytönen K, Rijpkema M, Smidts A, Fernández G Reinforcement learning signal predicts social conformity. Neuron. 2009 Jan 15;61(1):140-51.
- Klucharev V, Smidts A, Fernández G. Brain mechanisms of persuasion: how 'expert power' modulates memory and attitudes. Soc Cogn Affect Neurosci. 2008 Dec;3(4):353-66.